# Chaerephon
Chaerephon (Dobson, 1874) è un genere di pipistrelli della famiglia dei Molossidi.

## Etimologia
Il nome deriva dal personaggio Chaerephon, italianizzato in Cherefonte, migliore amico di Socrate e raffigurato nella commedia Gli uccelli di Aristofane come un pipistrello.

## Descrizione

### Dimensioni
Al genere Chaerephon appartengono pipistrelli di piccole dimensioni, con lunghezza della testa e del corpo tra 51 e 71 mm, la lunghezza dell'avambraccio tra 32 e 53,6 mm, la lunghezza della coda tra 24 e 51 mm e un peso fino a 38 g.

### Caratteristiche craniche e dentarie
Il cranio ha la superficie dorsale piana ma non eccessivamente schiacciato, con il rostro corto allo stesso livello della scatola cranica. Sul palato tra gli incisivi superiori è presente una rientranza molto stretta. I denti sono delicati, con il primo premolare e l'ultimo molare superiori ridotti.
Sono caratterizzati dalla seguente formula dentaria:

### Aspetto
La pelliccia è generalmente corta e densa e termina sulla groppa, lasciando priva di peli la zona alla base della coda. Il colore delle parti dorsali varia dal marrone al marrone scuro frequentemente chiazzate di bianco e talvolta con una banda bianca lungo i fianchi all'attaccatura delle membrane alari. Il muso ha il labbro superiore rugoso che copre completamente quello inferiore ed è ricoperto da corte setole con la punta appiattita. Le orecchie sono grandi, larghe, proiettate in avanti ed unite anteriormente alla base da una membrana a forma di V, talvolta sostituita da una sacca ghiandolare dove si apre una cresta di lunghi peli, particolarmente nei maschi .  Il trago è piccolo e quasi sempre nascosto dietro un antitrago ben sviluppato. Le ali sono lunghe e strette. Gli arti inferiori sono robusti, le dita esterne dei piedi sono ricoperte da corti peli rigidi. La coda è lunga, tozza e si estende per più della metà della sua lunghezza oltre l'uropatagio.

## Distribuzione
Il genere è diffuso nell'Africa subsahariana, Madagascar, alcune isole dell'Oceano indiano e dal Subcontinente indiano fino all'Australia tropicale e la Melanesia.

## Tassonomia
Il genere è considerato da diversi autori un sottogenere di Tadarida. Attualmente Chaerephon leucogaster è considerato sinonimo di Chaerephon pumilus mentre Chaerephon shortridgei è considerata sottospecie di Chaerephon chapini.
 Comprende 18 specie.
- Chaerephon aloysiisabaudiae
- Chaerephon ansorgei
- Chaerephon atsinanana
- Chaerephon bemmeleni
- Chaerephon bivittatus
- Chaerephon bregullae
- Chaerephon chapini
- Chaerephon gallagheri
- Chaerephon jobensis
- Chaerephon jobimena
- Chaerephon johorensis
- Chaerephon major
- Chaerephon nigeriae
- Chaerephon plicatus
- Chaerephon pumilus
- Chaerephon russatus
- Chaerephon solomonis
- Chaerephon tomensis